# السلع الفاخرة

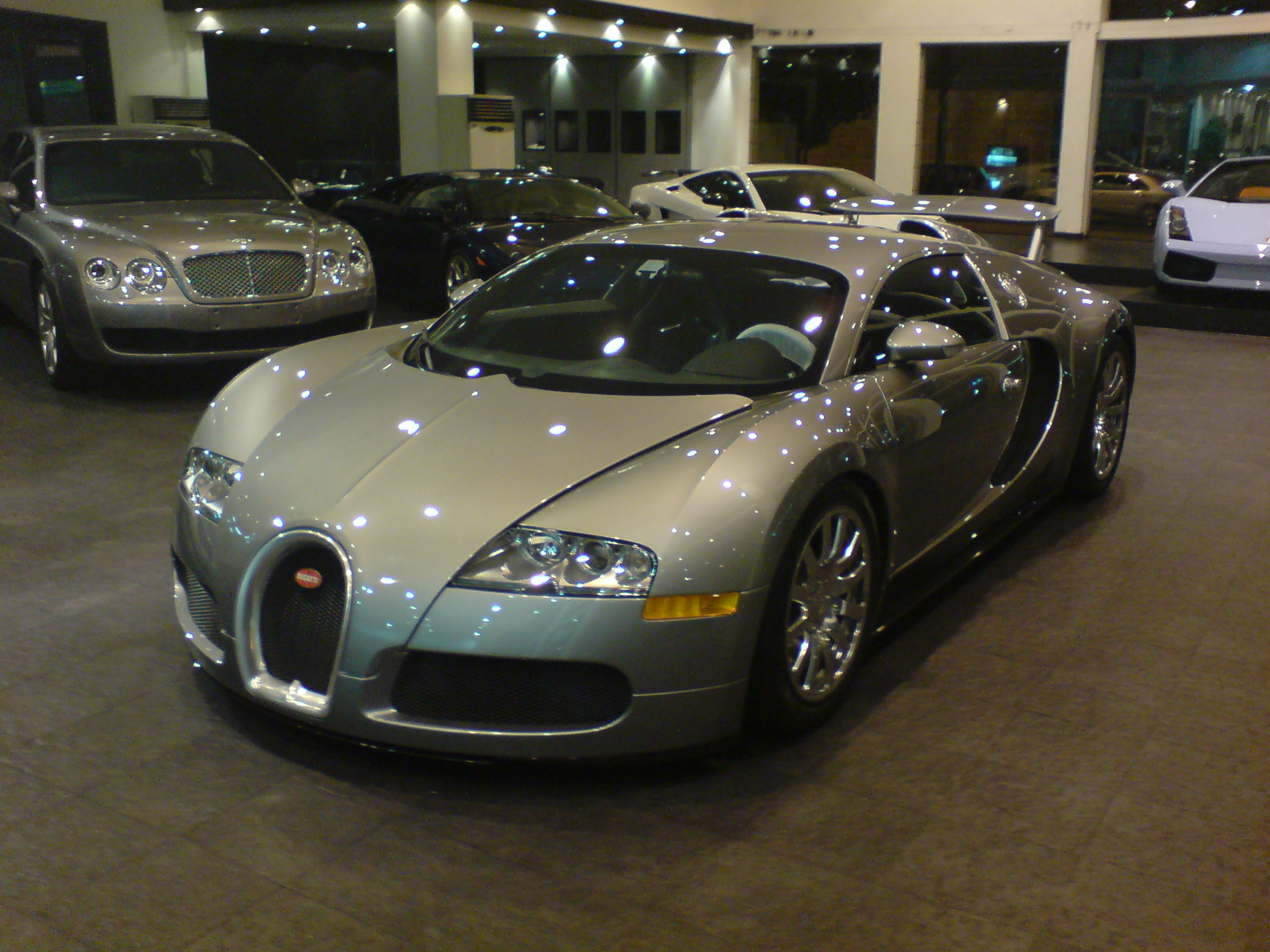
سيارة بوجاتي فايرون هي سيارة من السلع الكمالية، 2008

السلع الكمالية في علم الاقتصاد هي سلعة مترفة. وعادة تكون فاخرة وباهظة الثمن.

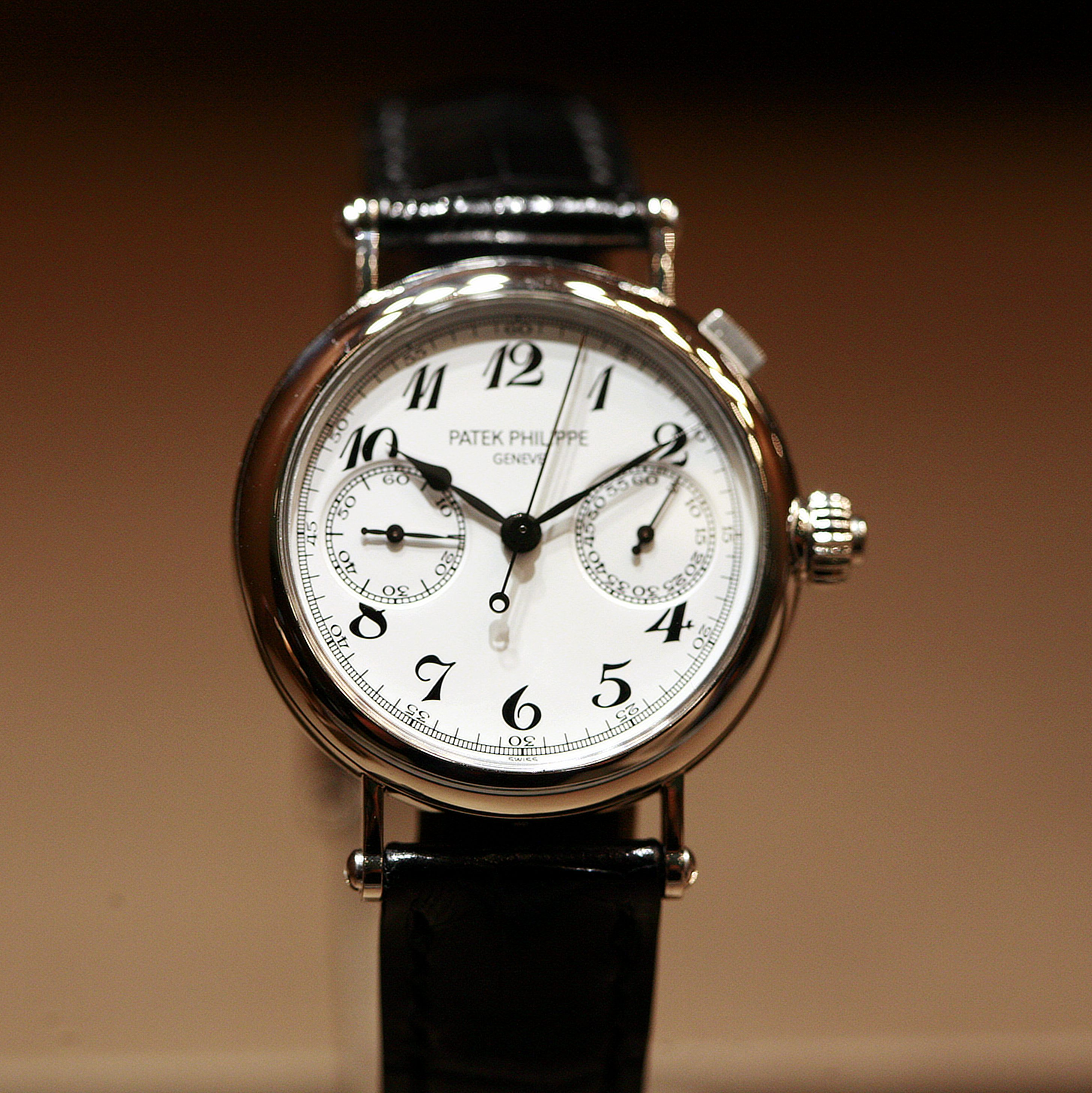
ساعة يد من ماركة باتك فيليب تعتبر سلعة كمالية باهظة